# Molophilus (Molophilus) griseatus
Molophilus (Molophilus) griseatus is een tweevleugelige uit de familie steltmuggen (Limoniidae). De soort komt voor in het Oriëntaals gebied.